# Komin Flacha

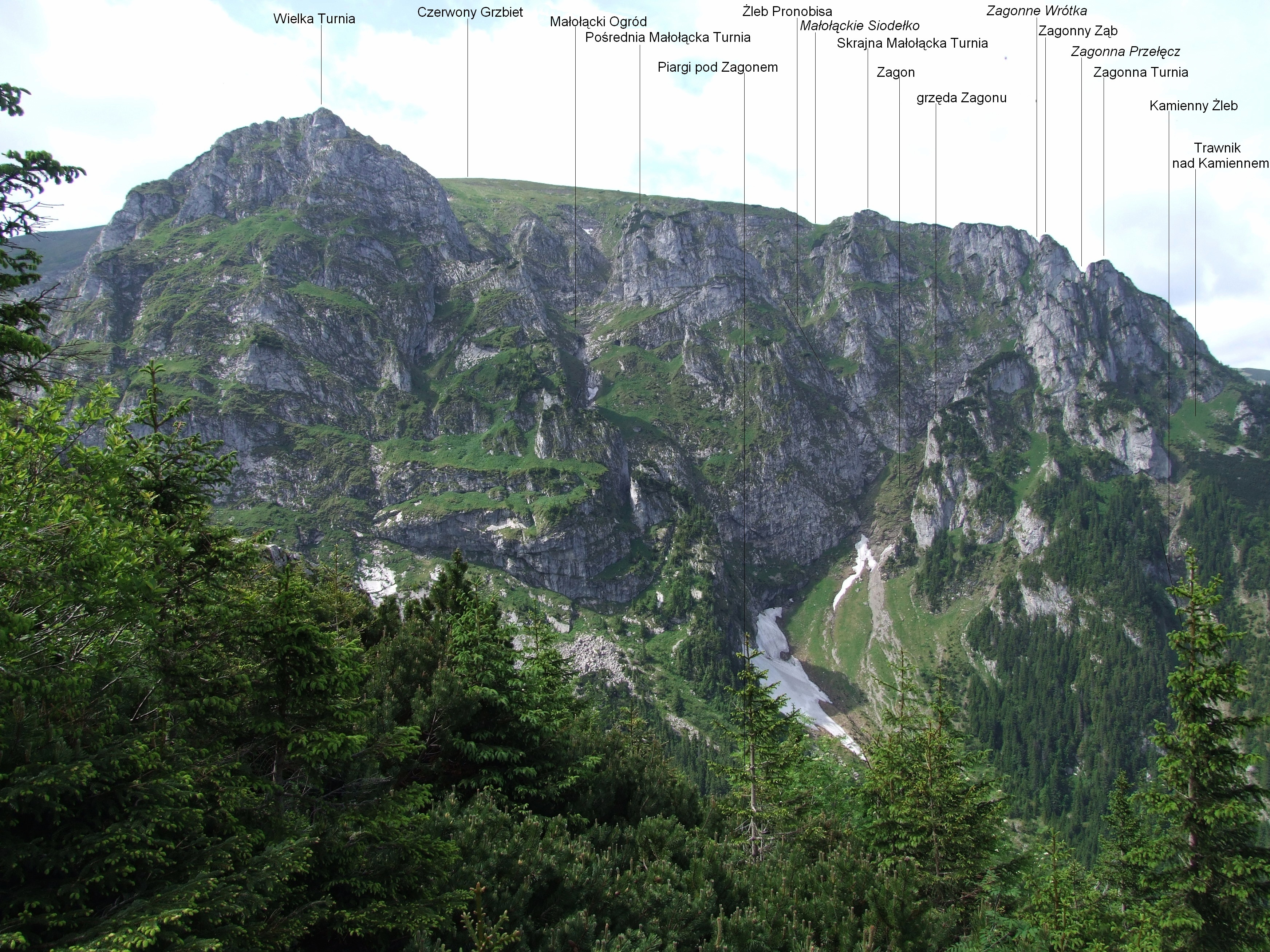
Komin Flacha widoczny poniżej Małołąckiego Ogrodu

Komin Flacha – duży komin i kanion w północnej depresji pomiędzy Wielką Turnią a Pośrednią Małołącką Turnią w Dolinie Małej Łąki w Tatrach Zachodnich. Nazwa pochodzi od nazwiska Janusza Flacha, który w latach 50. i 60. XX wieku intensywnie penetrował ten rejon w poszukiwaniu jaskiń i wytyczył w masywie Wielkiej Turni wiele nowych dróg wspinaczkowych. Pod taką nazwą ta formacja skalna była znana w środowisku taterników i grotołazów, na mapach nie była podpisana. Tymczasem na mapie wojskowej wydanej w 1988 niespodziewanie i bezzasadnie pojawił się opis tego komina pod nikomu nieznaną nazwą Łamany Żleb.
Komin Flacha znajduje się w lewej części (patrząc od dołu) północnej depresji, pod ścianą Wielkiej Turni i ciągnie się na znacznej jej długości. Ma wylot około 50 m poniżej dolnej ostrogi północnego filara Wielkiej Turni. Podejście do tego wylotu prowadzi albo przez 40-metrowej wysokości próg skalny, bardzo stromy i zbudowany z płyt, albo przez jaskinię Tunel Małołącki. Dolna część Komina Flacha ma długość ok. 200 m i tworzy głęboki kanion o pionowych ścianach. W odcinku tym znajdują się dwa progi; dolny o wysokości 6 m, drugi 25 m. Powyżej pierwszego progu znajduje się Beczka – wyżłobione przez wodę głębokie zagłębienie o gładkich, obtoczonych ścianach. W pionowych ścianach wznoszących się nad Beczką zamontowane jest stałe ucho do asekuracji. Ponad Beczką znajduje się Małołącki Ogród. W jego obrębie Komin Flacha staje się już płytki, a w górnej części Małołąckiego Ogrodu przegrodzony jest pionową i częściowo przewieszoną ścianą o wysokości ok. 50 m. Powyżej tej ściany na przedłużeniu Komina Flacha wzdłuż podnóża północnego filara Wielkiej Turni ciągnie się skalne zacięcie, a w nim wielki otwór wlotowy jaskini Komora Gwiaździsta.
Pierwsze przejście Kominem Flacha: Janusz Flach i Marian Kruczek, lipiec 1959. Ocenili przejście na V+ w skali trudności UIAA. Później przechodzono Komin Flacha również innymi wariantami. Bardziej popularny był zimą, przy dobrym śniegu droga jest w zimie łatwiejsza niż latem; dolny próg i pierwszy próg pod Beczką są zaśnieżone, a Beczka zamienia się w lodospad o wysokości ok. 20 m, nachylony pod kątem 70°. Po 1982 w całym masywie nie wolno już uprawiać wspinaczki. Tatrzański Park Narodowy konieczność ścisłej ochrony całego rejonu Wielkiej Turni uzasadnia tym, że jest to jedno z zaledwie pięciu miejsc w polskich Tatrach, w których kozice mogą spędzić zimę. Płoszone przez wspinaczy przenoszą się w inne rejony, gdzie giną w lawinach.